# Aristobia pallida
Aristobia pallida är en skalbaggsart som beskrevs av Aurivillius 1924. Aristobia pallida ingår i släktet Aristobia och familjen långhorningar. Inga underarter finns listade.